# Villiers-sous-Mortagne
Pour les articles homonymes, voir Villiers.
Villiers-sous-Mortagne est une commune française, située dans le département de l'Orne en région Normandie, peuplée de 241 habitants.

## Géographie
La commune se situe dans la région naturelle du Perche et appartient au canton de Mortagne-au-Perche
| Saint-Hilaire-le-Châtel                     | Bubertré (sur quelques dizaines de mètres), Bivilliers | Feings             |
| Saint-Hilaire-le-Châtel, Mortagne-au-Perche | Villiers-sous-Mortagne                                 | Feings             |
| Mortagne-au-Perche                          | Loisail                                                | Saint-Mard-de-Réno |

### Hydrographie
La commune est située dans le bassin Loire-Bretagne. Elle est drainée par la Gironde, le ruisseau la Gironde, le ruisseau de Villiers et le ruisseau du Gué de bouyère,.

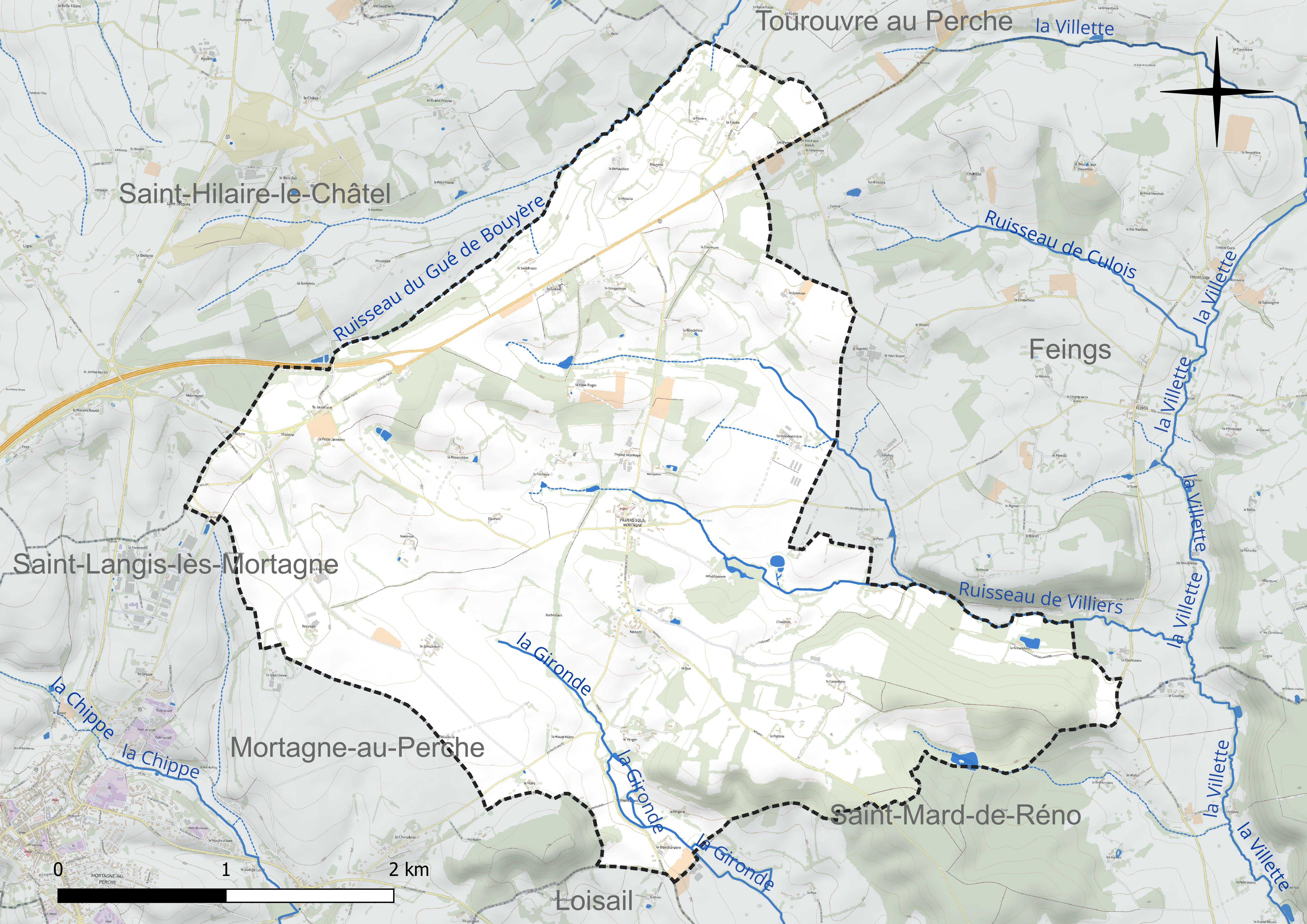
Réseau hydrographique de Villiers-sous-Mortagne.

### Climat
Pour des articles plus généraux, voir Climat de la Normandie et Climat de l'Orne.
En 2010, le climat de la commune est de type climat océanique dégradé des plaines du Centre et du Nord, selon une étude du CNRS s'appuyant sur une série de données couvrant la période 1971-2000. En 2020, Météo-France publie une typologie des climats de la France métropolitaine dans laquelle la commune est exposée à un climat océanique altéré et est dans la région climatique Normandie (Cotentin, Orne), caractérisée par une pluviométrie relativement élevée (850 mm/a) et un été frais (15,5 °C) et venté. Parallèlement le GIEC normand, un groupe régional d’experts sur le climat, différencie quant à lui, dans une étude de 2020, trois grands types de climats pour la région Normandie, nuancés à une échelle plus fine par les facteurs géographiques locaux. La commune est, selon ce zonage, exposée à un « climat contrasté des collines », correspondant au Pays d'Ouche et au Perche et bénéficiant d’un caractère continental affirmé avec des précipitations atténuées et des amplitudes thermiques fortes.
Pour la période 1971-2000, la température annuelle moyenne est de 10 °C, avec une amplitude thermique annuelle de 14,3 °C. Le cumul annuel moyen de précipitations est de 817 mm, avec 12,8 jours de précipitations en janvier et 8,1 jours en juillet. Pour la période 1991-2020, la température moyenne annuelle observée sur la station météorologique la plus proche, située sur la commune de Mortagne-au-Perche à 4 km à vol d'oiseau, est de 11,5 °C et le cumul annuel moyen de précipitations est de 802,0 mm,. Pour l'avenir, les paramètres climatiques de la commune estimés pour 2050 selon différents scénarios d’émission de gaz à effet de serre sont consultables sur un site dédié publié par Météo-France en novembre 2022.

## Urbanisme

### Typologie
Au 1er janvier 2024, Villiers-sous-Mortagne est catégorisée commune rurale à habitat dispersé, selon la nouvelle grille communale de densité à sept niveaux définie par l'Insee en 2022.
Elle est située hors unité urbaine. Par ailleurs la commune fait partie de l'aire d'attraction de Mortagne-au-Perche, dont elle est une commune de la couronne,. Cette aire, qui regroupe 25 communes, est catégorisée dans les aires de moins de 50 000 habitants,.

### Occupation des sols
L'occupation des sols de la commune, telle qu'elle ressort de la base de données européenne d’occupation biophysique des sols Corine Land Cover (CLC), est marquée par l'importance des territoires agricoles (87,2 % en 2018), une proportion identique à celle de 1990 (87,2 %). La répartition détaillée en 2018 est la suivante : 
prairies (44,4 %), terres arables (40 %), forêts (12,8 %), zones agricoles hétérogènes (2,8 %). L'évolution de l’occupation des sols de la commune et de ses infrastructures peut être observée sur les différentes représentations cartographiques du territoire : la carte de Cassini (XVIIIe siècle), la carte d'état-major (1820-1866) et les cartes ou photos aériennes de l'IGN pour la période actuelle (1950 à aujourd'hui).

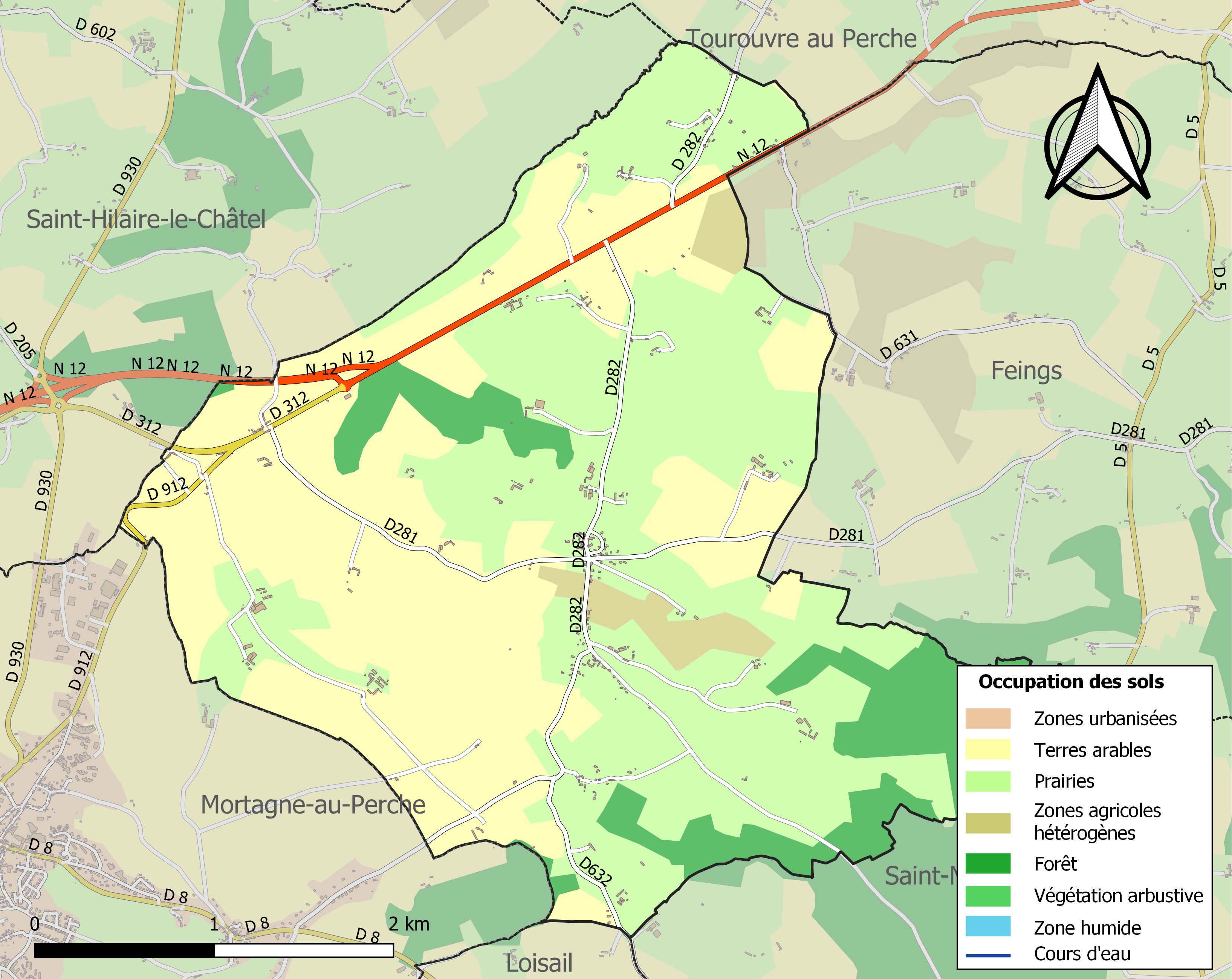
Carte des infrastructures et de l'occupation des sols de la commune en 2018 (CLC).

## Toponymie
Le nom de la localité est attesté sous la forme Villiers en 1793.
La commune doit son nom au terme villiers (déformation de villa) associé à un habitat gallo-romain et à la proximité de la ville de Mortagne-au-Perche.

## Politique et administration
| Période                                  | Période   | Identité     | Étiquette | Qualité     |
| ---------------------------------------- | --------- | ------------ | --------- | ----------- |
| juin 1995                                | mars 2014 | Marc Guizier | UMP       | Agriculteur |
| mars 2014                                | En cours  | Gilles Anne  | SE        | Commercial  |
| Les données manquantes sont à compléter. |           |              |           |             |

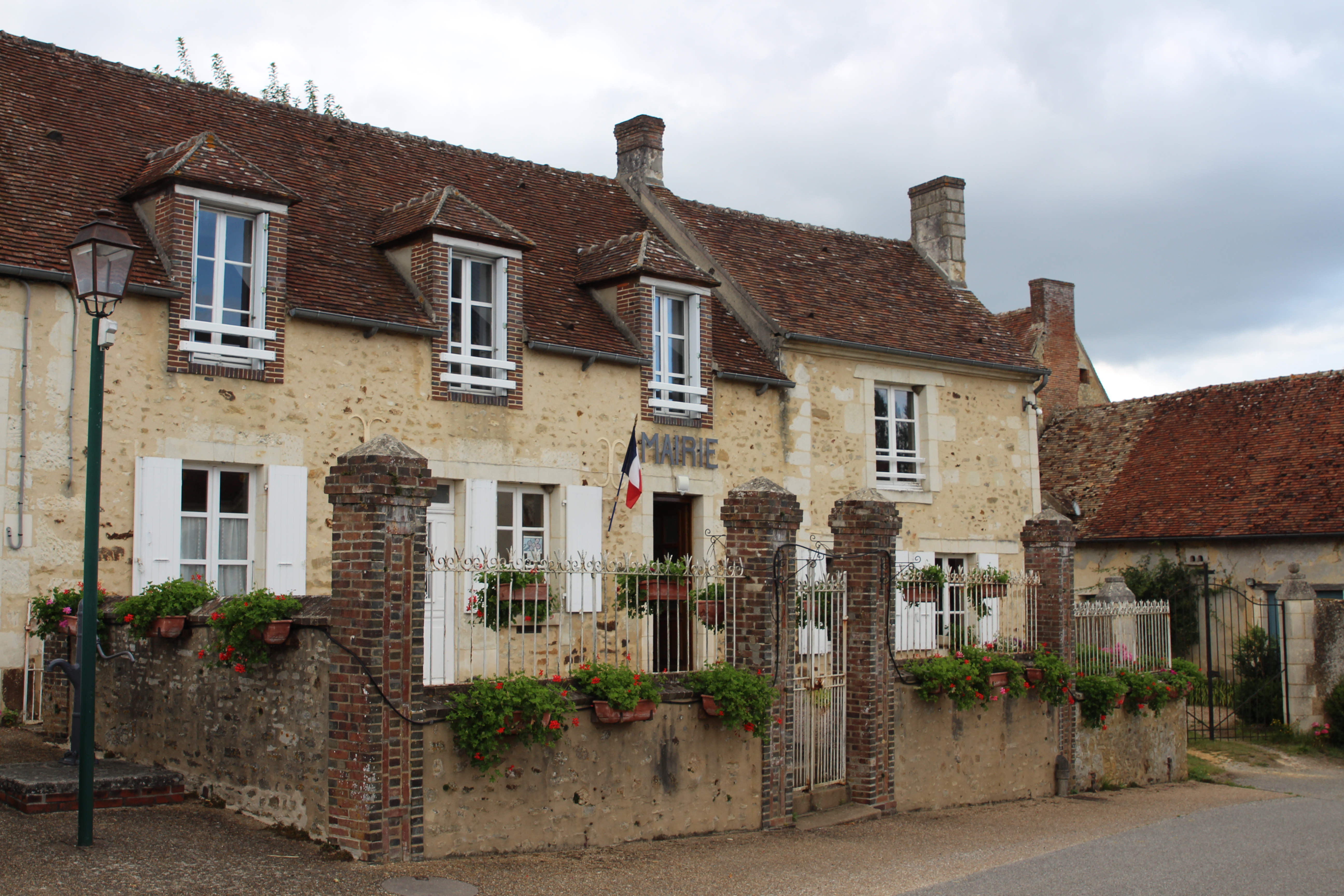
Mairie de Villiers-sous-Mortagne.

Le conseil municipal est composé de onze membres dont le maire et deux adjoints.

## Démographie
L'évolution du nombre d'habitants est connue à travers les recensements de la population effectués dans la commune depuis 1793. Pour les communes de moins de 10 000 habitants, une enquête de recensement portant sur toute la population est réalisée tous les cinq ans, les populations de référence des années intermédiaires étant quant à elles estimées par interpolation ou extrapolation. Pour la commune, le premier recensement exhaustif entrant dans le cadre du nouveau dispositif a été réalisé en 2006.
En 2022, la commune comptait 241 habitants, en évolution de −15,73 % par rapport à 2016 (Orne : −3,21 %, France hors Mayotte : +2,11 %).
Villiers-sous-Mortagne a compté jusqu'à 657 habitants en 1851.
| 1793 | 1800 | 1806 | 1821 | 1836 | 1841 | 1846 | 1851 | 1856 |
| ---- | ---- | ---- | ---- | ---- | ---- | ---- | ---- | ---- |
| 521  | 526  | 553  | 569  | 648  | 650  | 628  | 657  | 633  |

| 1861 | 1866 | 1872 | 1876 | 1881 | 1886 | 1891 | 1896 | 1901 |
| ---- | ---- | ---- | ---- | ---- | ---- | ---- | ---- | ---- |
| 606  | 610  | 536  | 505  | 557  | 551  | 519  | 474  | 504  |

| 1906 | 1911 | 1921 | 1926 | 1931 | 1936 | 1946 | 1954 | 1962 |
| ---- | ---- | ---- | ---- | ---- | ---- | ---- | ---- | ---- |
| 468  | 440  | 408  | 389  | 375  | 366  | 325  | 350  | 313  |

| 1968 | 1975 | 1982 | 1990 | 1999 | 2006 | 2011 | 2016 | 2021 |
| ---- | ---- | ---- | ---- | ---- | ---- | ---- | ---- | ---- |
| 297  | 279  | 287  | 309  | 303  | 310  | 326  | 286  | 255  |

| 2022 | - | - | - | - | - | - | - | - |
| ---- | - | - | - | - | - | - | - | - |
| 241  | - | - | - | - | - | - | - | - |

## Lieux et monuments

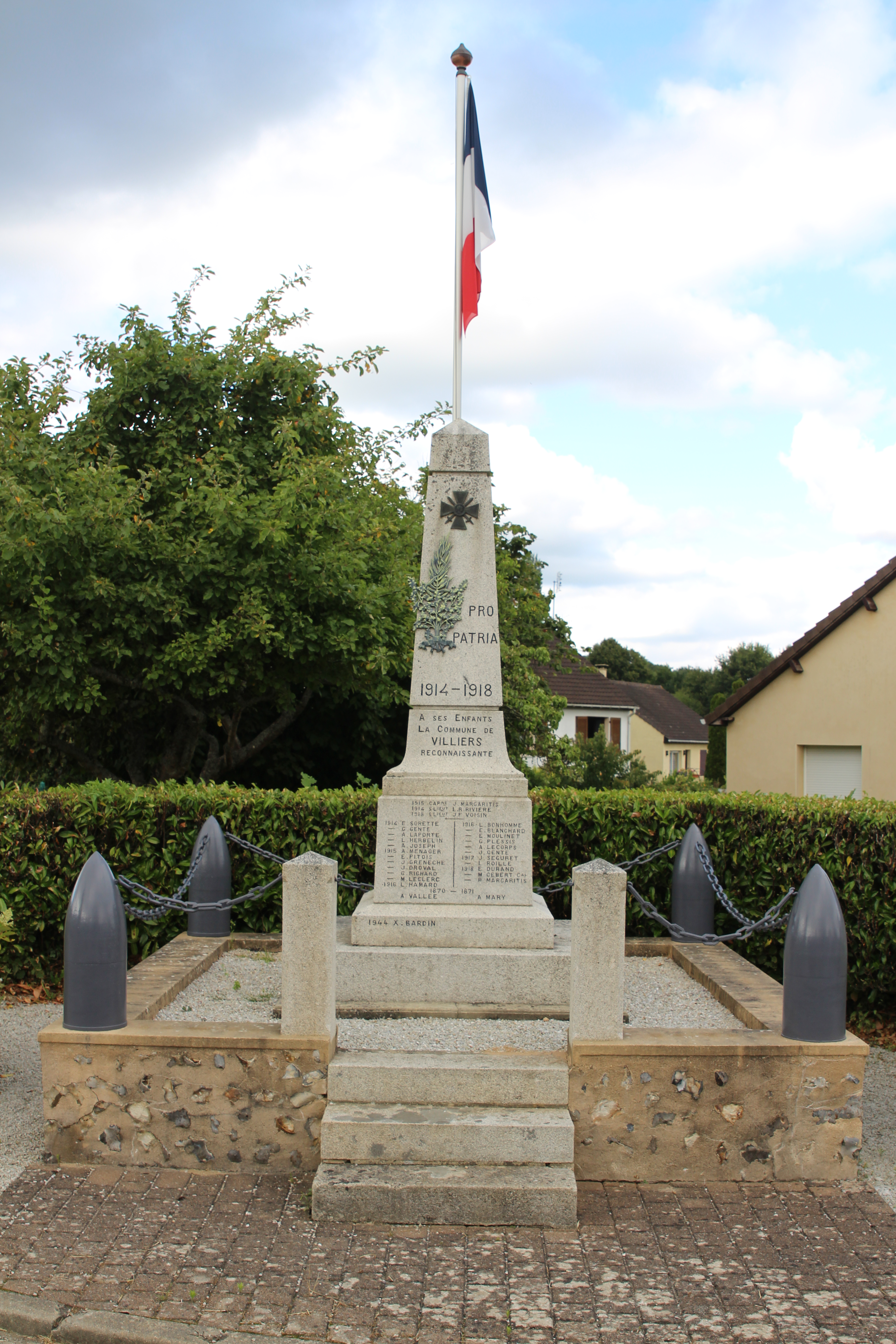
Monument aux morts.

- Église Saint-Prix (saint Hubert comme patron secondaire) abritant plusieurs œuvres classées à titre d'objets aux Monuments historiques[25].
- Jardin de la Gâtine.
- Manoirs (Nonantel, la Haie Roger, Moulisseuvre, la Galardière).

La commune recèle d'importantes ruines gallo-romaines fouillées au XIXe siècle (notamment des thermes romains, aujourd'hui détruits, avec mosaïque et aqueduc).

## Activité, label, manifestations

### Label
La commune est une ville fleurie (une fleur) au concours des villes et villages fleuris.